# Insel Taubengrün
Koordinaten: 50° 4′ 54″ N, 7° 11′ 3″ O

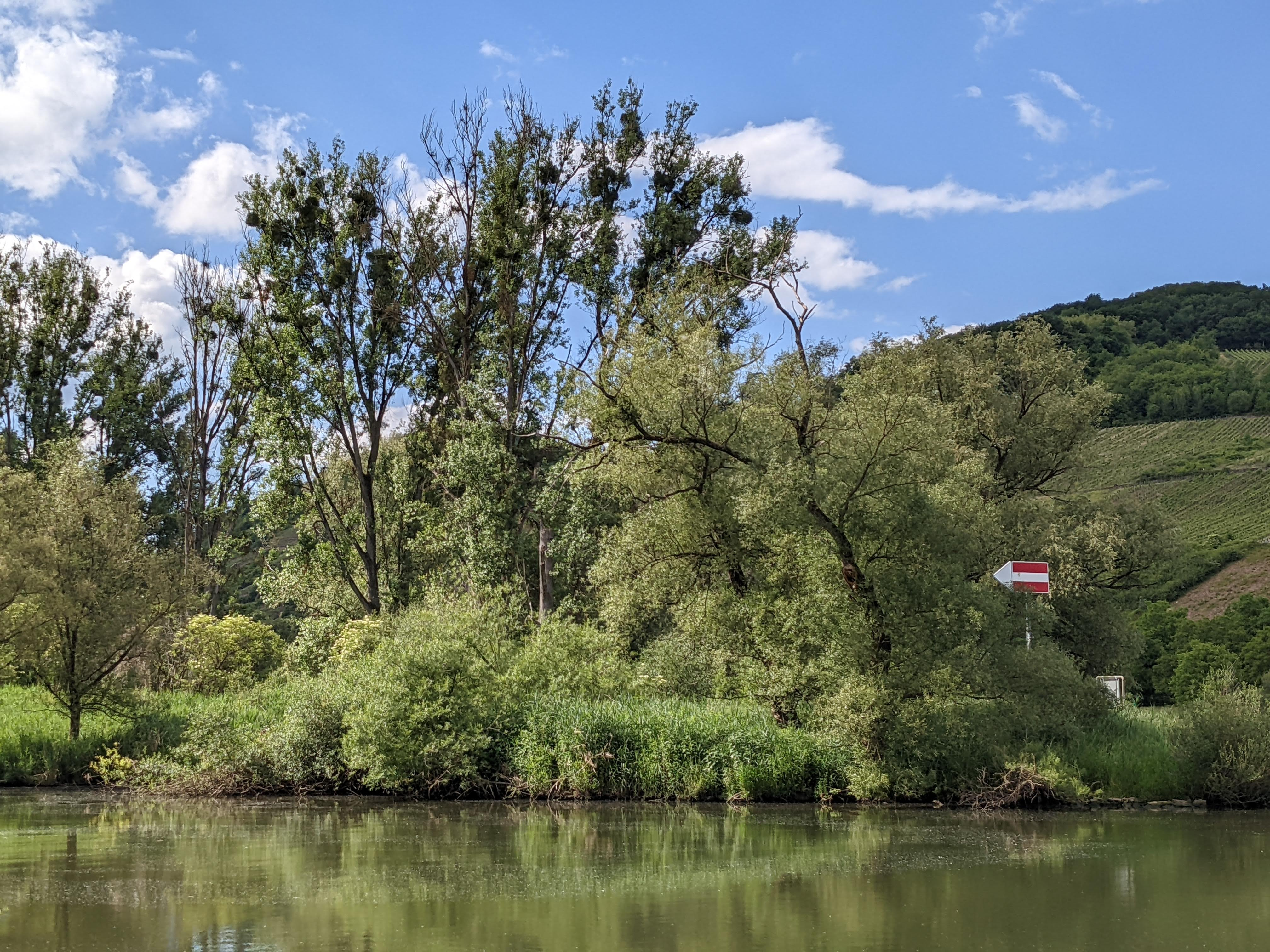
Insel Taubengrün bei Senheim (Blick von Südosten)

Die Insel Taubengrün ist ein Naturschutzgebiet im Landkreis Cochem-Zell in Rheinland-Pfalz. Das etwa 35 ha große Gebiet liegt südwestlich der Gemeinde Senheim auf einer Insel in der Mosel und südlich von ihr.

„Schutzzweck ist die Erhaltung der Insel und des Moselvorgeländes einschließlich der Wasser- und Sumpfflächen als Standort seltener Pflanzen sowie als Brut- und Rastgebiet zahlreicher in ihrem Bestand bedrohter Vogelarten aus wissenschaftlichen Gründen.“